# Anomoeotes simulatrix
Anomoeotes simulatrix és una espècie de lepidòpter zigenoïdeu de la família dels himantoptèrids (Himantopteridae), subfamília Anomoeotinae.
És una espècie endèmica de la República Democràtica del Congo.